# ミス・カメンニー
ミス・カメンニー (ロシア語: Мыс Каменный)とは、ロシア連邦ヤマロ・ネネツ自治管区ヤマル地区ミス・カメンニー農村居住区域にある村。人口は1,653人（2010年）。